# Barbara Nedeljáková
Barbara Nedeljáková (Csehszlovákia, Besztercebánya, 1979. május 16. –) szlovák származású színésznő.

## Pályafutása
Színészetet Prágában tanult, majd egy bábszínház tagja volt, eközben 2003-ban egy kisebb szereppel debütált a Londoni csapás (Shanghai Knights) című filmben, majd 2005-ben a Doom filmben szerepelt. Ismertségét a 2005-ben forgatott Motel (Hostel) című horrorfilm alapozta meg. Jelenleg Los Angelesben él.

## Filmszerepei
- 2003: Londoni csapás (Shanghai Knights)
- 2005: Doom
- 2005: Motel
- 2007: Motel 2
- 2010: Pimp
- 2010: Ashes
- 2011: Isle of Dogs
- 2011: Children of the Corn: Genesis

## Fordítás
- Ez a szócikk részben vagy egészben a Barbara Nedeljáková című német Wikipédia-szócikk ezen változatának fordításán alapul.  Az eredeti cikk szerkesztőit annak laptörténete sorolja fel. Ez a jelzés csupán a megfogalmazás eredetét és a szerzői jogokat jelzi, nem szolgál a cikkben szereplő információk forrásmegjelöléseként.